# Rebellion (série télévisée)
Pour les articles homonymes, voir Rebellion (homonymie).
Rebellion est une mini-série irlandaise en deux saisons de cinq épisodes chacune produite par RTÉ. Dans la première saison, l'action se déroule pendant les événements entourant l'Insurrection de Pâques 1916 en Irlande. Elle a été diffusée du 3 au 31 janvier 2016 sur RTÉ One.
Dans la seconde saison titrée Resistance, diffusée du 6 janvier au 3 février 2019, on reprend l'histoire pour l'indépendance de l'Irlande en novembre 1920. Jimmy Mahon (Brian Gleeson) est désormais un membre de l’IRA recruté par les hommes de Michael Collins (Gavin Drea) ayant pour mission d’identifier un informateur infiltré dans leurs rangs. Ursula Sweeney (Simone Kirby) devient une informatrice pour les Irlandais, grâce à son travail de décrypteuse des messages codés au château de Dublin.
Dans les pays francophones, elle est disponible depuis le 17 juin 2016 sur Netflix.

## Synopsis
L'action se déroule à Dublin. Alors que l’Irlande est engagée dans la Première Guerre mondiale, les nationalistes profitent de ce moment de flottement pour déclencher les hostilités contre l’Angleterre.

## Liste des épisodes

### Saison 1
1. Jeunes recrues (Young Guns) : En tant que nationalistes irlandais visant à renverser la domination britannique, les amies May, Frances et Elizabeth sont impliquées dans la guerre pour l'indépendance de l'Irlande.
2. Aux armes ! (To Arms) : Le lundi de Pâques 1916, quelques centaines de rebelles lancent leur attaque en défiant le pouvoir. Amoureux contre amoureux, ami contre ami et frère contre frère, la rébellion commence.
3. État de siège (Under Siege) : Après trois jours de siège, les rebelles cherchent une reconnaissance internationale pour l'indépendance irlandaise, mais les forces britanniques se rapprochent. Elizabeth, Frances et Jimmy sont attrapés par le GPO.
4. Reddition (Surrender) : Face aux renforts britanniques écrasants, les rebelles se rendent. De nombreuses exécutions s'ensuivent. Pendant ce temps, la tragédie frappe la famille Mahon, leur jeune fils Peter est abattu.
5. L'Heure du bilan (The Reckoning) : May, Elizabeth et Frances font face aux conséquences de leurs actions.

### Saison 2
1. Épisode 1 : Michael Collins et Dáil cherchent des financements à la suite de la montée des tensions. Jimmy change de rôle après un incident avec les Britanniques.
2. Épisode 2 : Harry et Eithne ont une visite surprise. Patrick est confronté aux agissements douteux d'un camarade. Ursula sort en dehors du travail avec ses collègues.
3. Épisode 3 : Plongée dans la tourmente de la banque Butler. Préparatif d'Ursula à des retrouvailles longtemps espérées. Une flambée de violence à la suite des assassinats.
4. Épisode 4 : Dans les rangs de l'IRA et l'entourage de Winter, il y a des soupçons de trahison. Pour protéger des proches, Ursula et Jimmy prennent des risques.
5. Épisode 5 : Harry subit les conséquences de ses actes. Agnes aide Ursula et en paye le prix. Des dissensions parmi les Irlandais sont provoquées par les projets de paix.

## Distribution

### Saison 1
- Ruth Bradley (VFB : Célia Torrens) : Frances O'Flaherty
- Charlie Murphy (VFB : Audrey D'Hulstère) : Elizabeth Butler
- Paul Reid (VFB : Stéphane Pelzer) : Stephen Duffy-Lyons
- Brian McCardie (en) : James Connolly
- Tom Turner (VFB : David Manet) : Charles Hammond
- Michelle Fairley (VFB : France Bastoen) : Dolly Butler
- Michael Ford-FitzGerald (VFB : Gauthier De Fauconval) : Harry Butler
- Brian Gleeson (VFB : Sébastien Hébrant) : Jimmy Mahon
- Lydia McGuinness (VFB : Marie-Noëlle Hébrant) : Peggy Mahon
- Jordanne Jones (VFB : Blanche Delhausse) : Minnie Mahon
- Ian McElhinney (VFB : Daniel Nicodème) : Edward Butler
- Sarah Greene (VFB : Marie Du Bled) : May Lacey
- Andrew Simpson (VFB : Pierre Lognac) : Georges Wilson
- Sophie Robinson (VFB : Camille De Cock) : Ingrid Webster
- Jason Cullen (VFB : Hugo Florin-Gonzalez) : Peter Mahon
- Niamh Cusack (VFB : Fabienne Loriaux) : Tante Nelie
- Joanne Brennan (VFB : Laurence César) : Dr Kathleen Lynn
- Barry Ward (VFB : Nicolas Matthys) : Arthur Mahon
- Sebastian Thommen (VFB : Frédéric Clou) : Michael Collins
- Jane Herbert (VFB : Shérine Seyad) : Greta
- Marcus Lamb (VFB : Philippe Allard) : Patrick Pearse

### Saison 2
- Brian Gleeson (VFB : Sébastien Hébrant) : Jimmy Mahon
- Simone Kirby (en) (VFB : Maia Baran) : Ursula Sweeney
- Natasha O'Keeffe (VFB : Esther Aflalo) : Agnes Moore
- David Wilmot (VFB : Alain Eloy) : Patrick Mahon
- Michael Ford-FitzGerald (VFB : Gauthier De Fauconval) : Harry Butler
- Aoife Duffin (VFB : Nancy Philipot) : Eithne Drury
- Catherine Walker (VFB : Sophie Frison) : Constance Butler
- Tom Bennett (VFB : Simon Duprez) : Mark Sturgis
- Conall Keating (VFB : Pierre Lebec) : Joey Bradley
- Fergal McElherron (VFB : Michel Hinderyckx) : Maurice Jacobs
- Brian Doherty (VFB : Guy Theunissen) : Frank Brogan
- Ben Smith (en) (VFB : Stéphane Pirard) : Robbie Lennox
- Matthew Hopkinson (VFB : Mathias Billard) : Albert Finlay
- Dominic Thorburn (de) : Wilf Richardson
- Conor MacNeill (VFB : Brieuc Lemaire) : Diarmuid McWilliams
- Jordanne Jones (en) (VFB : Blanche Delhausse) : Minnie Mahon
- Imogen Doel (VFB : Marie Braam) : Lily Lawlor
- Richard Doubleday : Major Mills
- Tommy Harris : Seánie Duggan
- Enda Oates (en) : Benjamin Barrett
- Paul Ritter (VFB : Frank Dacquin) : Général Ormonde Winter
- Hugh O'Conor (VFB : Antoni Lo Presti) : Dr Lawrence Moore
- Dylan Lee Heath : Thomás Sweenney
- Craig Parkinson (VFB : Michelangelo Marchese) : Capitaine David McLeod
- Stanley Townsend (VFB : Robert Guilmard) : Sénateur Daniel Shea
- Gavin Drea (VFB : Maxime Donnay) : Michael Collins
- Joanne Crawford (VFB : Sophie Pyronnet) : Sœur Bénédicte
- Chris McHallem (VFB : Pierre Bodson) : Albert Saunders
- Andrew Bennett (VFB : Ronald Beurms) : Arthur Griffith
- Aidan Lawlor (VFB : Gregory Praet) : Dennis Thornton
- Barbara Bergin (VFB : Delphine Roy) : Mrs. Lyons
- Aoibhinn McGinnity (VFB : Héléna Coppejans) : Josephine Carmichael